# Neoepiblemidae
Neoepiblemidae — родина вимерлих тварин ряду гризуни, підряду Їжатцевиді (Hystricomorpha).
Включала в себе 4 роди:
- Doryperimys,
- Perimys,
- Neoepiblema,
- Phoberomys.

Жили у Південній Америці